# Leptotettix
Leptotettix is een geslacht van rechtvleugeligen uit de familie sabelsprinkhanen (Tettigoniidae). De wetenschappelijke naam van dit geslacht is voor het eerst geldig gepubliceerd in 1873 door Stål.

## Soorten
Het geslacht Leptotettix omvat de volgende soorten:
- Leptotettix badius Piza, 1978
- Leptotettix bolivari Brunner von Wattenwyl, 1895
- Leptotettix bolivianus Beier, 1962
- Leptotettix crassicerci Piza, 1976
- Leptotettix falconarius De Geer, 1773
- Leptotettix humaita Piza, 1976
- Leptotettix longestylatus Brunner von Wattenwyl, 1895
- Leptotettix pubiventris Bolívar, 1881
- Leptotettix spinoselaminatus Beier, 1960
- Leptotettix uypiranga Piza, 1973
- Leptotettix voluptarius Brunner von Wattenwyl, 1895